# むっしゅ
むっしゅは、日本の漫画家、イラストレーター。島根県出身。

## 経歴
- 2015年：同人誌で漫画家としての活動開始[1]。
- 2017年：『ハジメマシテ』で第24回電撃コミック大賞銀賞受賞[2]。

## 作品リスト

### 漫画作品

#### 連載
- ふりだしにおちる!（『月刊コミック電撃大王』2017年7月号 - 2019年4月号）
- 先パイがお呼びです！（『まんがタイムきららキャラット』2017年9月号・10月号〈ゲスト〉、2018年2月号 - 2020年1月号）
- IDOLY PRIDE 4コマ漫画（『IDOLY PRIDE』公式Twitter、連載中）
- わたしが恋人になれるわけないじゃん、ムリムリ!（※ムリじゃなかった!?）（原作：みかみてれん、キャラクター原案：竹嶋えく、『水曜日はまったりダッシュエックスコミック』2020年5月15日 - 連載中）
- 花は咲く、修羅の如く（原作：武田綾乃、『ウルトラジャンプ』2021年7号 - 連載中）

#### 読み切り
- 幸せの黄色いひよこ（『エクレア blanche あなたに響く百合アンソロジー』2017年） - アンソロジー寄稿作品。
- 君にミセバヤ（『ラブライブ!サンシャイン!! 公式電撃コミックアンソロジー 絆編』2017年） - 『ラブライブ！サンシャイン!!』のアンソロジー寄稿作品。
- 少女Sの行方（『エクレア bleue あなたに響く百合アンソロジー』2018年） - アンソロジー寄稿作品。
- sub rosa（『エクレア rouge あなたに響く百合アンソロジー』2018年） - アンソロジー寄稿作品。
- ちゃんと見てって話（『エクレア orange あなたに響く百合アンソロジー』2019年） - アンソロジー寄稿作品。
- かんげき！（原作：仲谷鳰、『やがて君になる 公式コミックアンソロジー』2巻、2020年） - 『やがて君になる』のアンソロジー寄稿作品。

### イラスト
- 明日の世界で星は煌めく（ガガガ文庫、著：ツカサ、2019年11月 - 2021年6月、全3巻）
- 赤いパーカーの花子さんとカゲフミさま（カドカワ読書タイム、著：高橋佐理、2021年6月）
- 青のアウトライン 天才の描く世界を凡人が塗りかえる方法（富士見ファンタジア文庫、著：日日綴郎、2022年1月）
- フロイトの想察 ―新條アタルの動機解析―（集英社オレンジ文庫、著：猫田佐文、2022年10月）
- 泣き虫スマッシュ！（角川つばさ文庫、著：平河ゆうき、2022年11月 - 2024年1月、全4巻）
- 【ミュージック・ビデオ】星の海の記憶（長瀬麻奈）（『IDOLY PRIDE』公式YouTube、2021年3月）
- IDOLY PRIDE
- がらんどうイミテーションラヴァーズ（電撃文庫、著：零真似 、2024年）

### 書籍
- 『ふりだしにおちる!』、KADOKAWA〈電撃コミックスNEXT〉2018年 - 2019年、全2巻
- 『先パイがお呼びです！』、芳文社〈まんがタイムKRコミックス〉2018年 - 2019年、全2巻
  1. 2018年12月26日発売[3]、ISBN 978-4-8322-7053-4
  2. 2019年12月26日発売[3]、ISBN 978-4-8322-7145-6
- 『わたしが恋人になれるわけないじゃん、ムリムリ!（※ムリじゃなかった!?）』、原作：みかみてれん、キャラクター原案：竹嶋えく、集英社〈ヤングジャンプコミックス〉2020年 - 、既刊8巻（2025年6月18日現在）
- 『花は咲く、修羅の如く』、原作：武田綾乃、集英社〈ヤングジャンプコミックス〉2022年 - 、既刊9巻（2025年8月19日現在）

### その他
- きららファンタジア（ゲーム、2020年[4]）メイド長のキャラクターデザイン
- 月下カオル（ホロスターズ所属のバーチャルYouTuber、2020年）キャラクターデザイン
- 御室ムスメ（キャラクターコンテンツ、2020年）薬王寿璃のキャラクターデザイン
- プロフェティック・ドリーム（ゲーム小説サービス「TapNovel」、2020年）キャラクターデザイン
- 火威青（regloss所属バーチャルYouTuber、2023年）キャラクターデザイン